# IGG
IGG (I Got Games) — китайская компания, основанная в 2006 году (иногда фигурирует как Skyunion Co., Ltd). IGG занимается разработкой и изданием условно-бесплатных многопользовательских игр в Северной Америке, Китае, Европе, Азии и России.
Цель компании состоит в том, чтобы закрепиться в сфере многопользовательских игр, обеспечить доступ игроков к виртуальным развлечениям. В издании MMORPG компания использует принцип условной бесплатности игр, то есть предоставляет возможность ввода реальных денег в игру, оставляя сам игровой процесс бесплатными.
Компания имеет свою штаб-квартиру в Сингапуре, с региональными офисами в Соединенных Штатах, Китае, Гонконге, Белоруссии, Канаде, Японии, Корее, Таиланде и на Филиппинах, а также игроков в более чем 200 странах и регионах по всему миру.

## История
Компания IGG была основана в 2006 году Цай Цзунцзяном (кит. 蔡宗建) — создателем популярного в среде китайских игроков сайта 17173.com. Головной офис был учреждён в городе Фучжоу, КНР. В том же году компания выпустила первую MMORPG — MythWar Online.
В 2007 году были выпущены Tales of Pirates и Angels Online.
В 2008 году была выпущена Wonderland Online и Godswar.
В 2009 году компания открыла офис в Сингапуре. В этом же году была выпущена первая стратегия в реальном времени — Galaxy Online.
В 2010 году компания выпустила ряд игр для Facebook: Crazy Clinic, Miracle Garden, Crazy Pirates, Lords Online и Texas HoldEm Poker Deluxe.
В 2011 году Galaxy Online II была выпущена на нескольких языках, включая французский, немецкий и турецкий. Texas HoldEm Poker Deluxe стала доступна на платформе IOS.
В 2012 году Texas HoldEm Poker Deluxe стала доступна на платформе Android. В этом же году были выпущены новые браузерные игры: Heroes' Social, Wings of Destiny и Dawn of Darkness.
В 2013 году был выпущен ряд игр для Android, в том числе две наиболее успешные — Castle Clash и Clash of Lords 2. В этом же году акции компании попали в листинг Гонконгской фондовой биржи.
В 2014 году компания сделала упор на продвижении этих игр на мировом рынке, выпустив несколько языковых версий (немецкую, французскую, русскую и корейскую).
В Мае 2015 года на платформах Android и iOS выходит карточная игра на русском языке под названием «Великая битва», которая успела завоевать сердца многих пользователей и поклонников MMORPG.
В 2016 году на платформах Android и iOS компания выпустила игру Lords Mobile.
В 2019 году 16 января, на платформах Android и iOS компания выпустила игру Mobile Royale.